# 罗马尼亚展览中心
44°28′35″N 26°03′54″E / 44.47627°N 26.06509°E
罗马尼亚展览中心(Romexpo)是一个坐落于罗马尼亚布加勒斯特的大型场馆。场馆主要用于展览，但也可用于举办音乐会或是室内运动比赛。
在2007年和2009年，名为“BestFest”的大型音乐节曾在此场馆举办。

## 体育赛事
- 2011: 国际拳击联盟(IBF) 超级中量级选手锦标赛，其中展开对决的双方分别是擂主卢西恩·布特（英语：Lucian Bute）以及挑战者简-保罗·门迪（英语：Jean-Paul Mendy）。
- 2010: K-1 World Grand Prix in Bucharest

## 音乐表演
- 2013: 安娜塔西亚, 安德烈·波切利, 安琪拉·基柯基沃, Florin Cezar Ouatu（英语：Florin Cezar Ouatu）, 德国战车, 斯汀, etc.
- 2012: White Sensation（英语：Sensation (event)）, 唐妮·布蕾斯顿, 枪与玫瑰, 铁娘子乐队, 林肯公园, 小红莓乐队, 伊凡塞斯乐队, 瑞典浩室黑手黨, etc.
- 2011: Alex Gaudino（英语：Alex Gaudino）, Chicane（英语：Chicane (recording artist)）, Judas Priest, Whitesnake, Papa Roach, 超凡乐团, etc.
- 2010: Guns N' Roses, Accept（英语：Accept (band)）, Manowar, Paradise Lost (band)（英语：Paradise Lost (band)）, Volbeat（英语：Volbeat）, 金属乐队, 超级杀手合唱团, Megadeth, Anthrax (band)（英语：Anthrax (band)）, Rammstein, 爱丽丝囚徒, 石酸乐队, Anathema（英语：Anathema (band)）, 彩虹乐队, Aerosmith, Noisettes（英语：Noisettes）, David Guetta, Yves Larock（英语：Yves Larock）, etc.
- 2009: 杀手乐队, 莫比, Franz Ferdinand, Santana, 百忧解, etc.
- 2008: Judas Priest, 白蛇乐团, Def Leppard, Amorphis（英语：Amorphis）, Enrique Iglesias, etc.
- 2007: Faithless（英语：Faithless）, 粉红佳人, 武当帮, 艾力斯·库珀, Marilyn Manson, etc.